# Hannes Heide

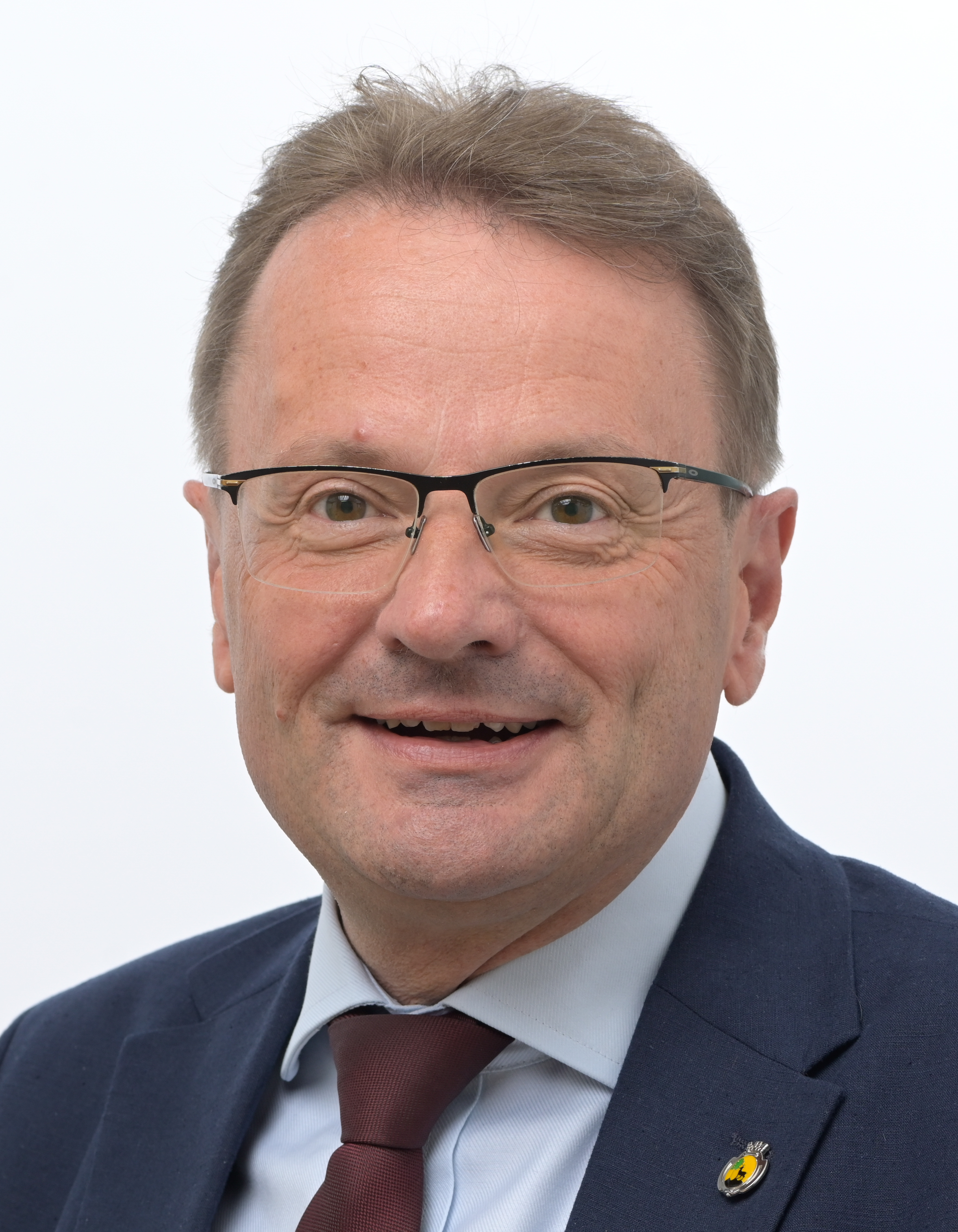
Hannes Heide (2024)

Hannes Heide (* 17. Oktober 1966 in Bad Ischl) ist ein österreichischer Politiker der Sozialdemokratischen Partei Österreichs (SPÖ). Von 2007 bis Ende 2019 war er Bürgermeister der Stadt Bad Ischl. Bei der Europawahl in Österreich 2019 kandidierte er als oberösterreichischer SPÖ-Spitzenkandidat auf dem fünften Listenplatz. Seit dem 2. Juli 2019 ist er Mitglied des Europäischen Parlaments.

## Leben

### Ausbildung und Beruf
Hannes Heide besuchte das Bundesgymnasium und Bundesrealgymnasium (BG/BRG) Bad Ischl. Er war unter anderem als PR-Berater und Tournee-Manager für Hubert von Goisern tätig. Von 1994 bis 2003 war er Geschäftsführer der Kulturplattform Bad Ischl, von 2001 bis 2012 Geschäftsführer der Lehartheater GesmbH, wo er von 2001 bis 2022 auch Gesellschafter war.
Ab 2008 war er Präsident des Vereines Lehár Festival Bad Ischl, 2022 folgte ihm Brigitte Stumpner in dieser Funktion nach. Von 2008 bis Ende 2019 war er Aufsichtsratsvorsitzender der Katrin-Seilbahn GmbH und Mitglied des Aufsichtsrates der OÖ Thermenholding GmbH, seit 2009 ist er Vorstandsmitglied der Sparkasse Bad Ischl Privatstiftung und Aufsichtsratsvorsitzender der Immobilien Bad Ischl GmbH. 2009 wurde er Mitglied des Aufsichtsrates der Sparkasse Salzkammergut AG, dessen stellvertretender Vorsitzender er seit 2012 ist.
Hannes Heide ist Vorsitzender des Aufsichtsrates der Europäischen Kulturhauptstadt Bad Ischl - Salzkammergut 2024, dessen Bewerbung er initiiert hat.

### Politik

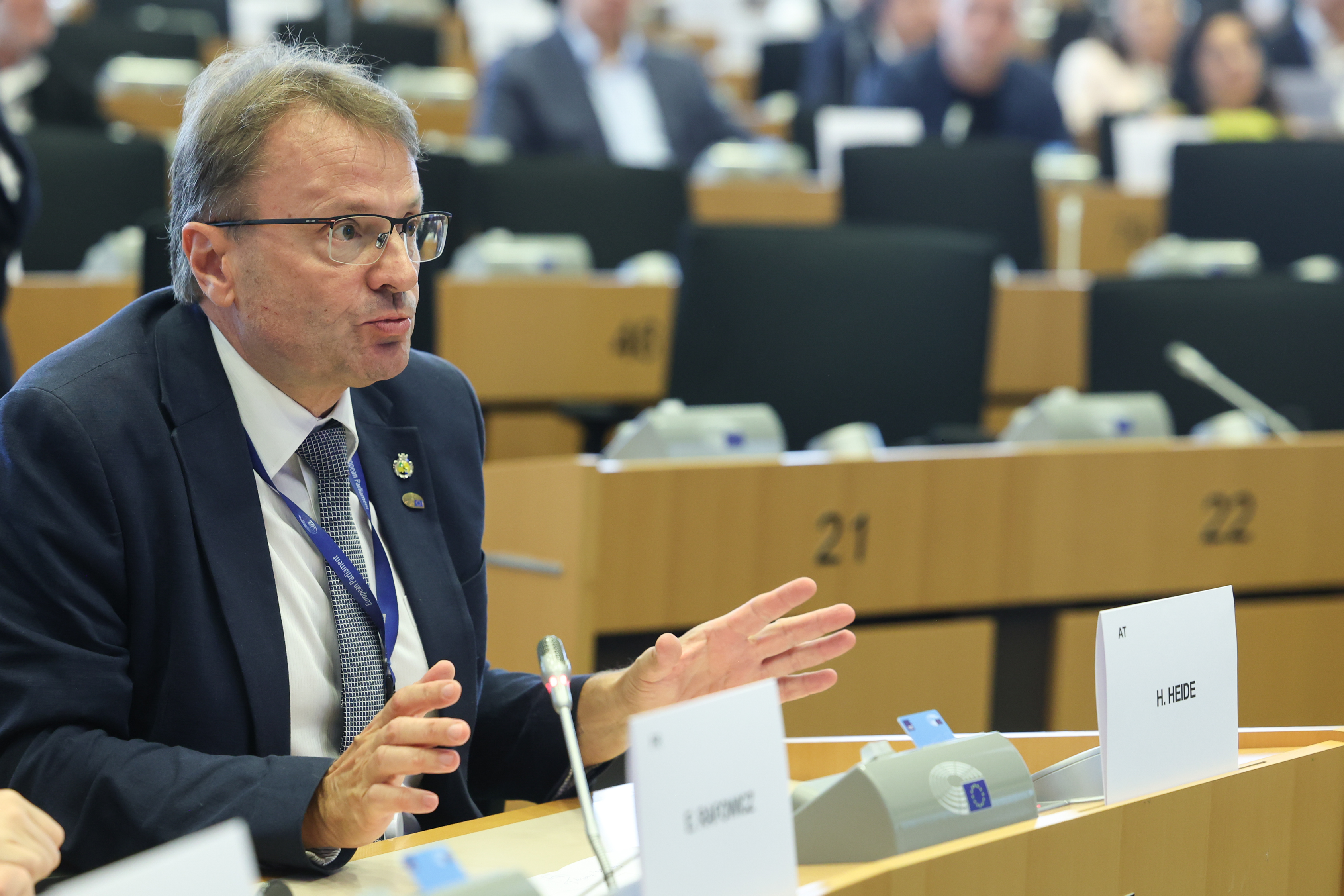
Heide im Kultur-Ausschuss des Europäischen Parlaments (2024)

Von 2003 bis 2007 war er Stadtrat für Kultur und Jugend in Bad Ischl, 2007 wurde er zum Bürgermeister der Stadt gewählt. Von 2007 bis 2015 war er außerdem Obmann des Stadtentwicklungsausschusses. Als Bürgermeister Bad Ischls wurde Heide zum Vorstandsmitglied (Director and Member of the Board) der internationalen League of Historical Cities („Liga historischer Städte“) gewählt.
Bei der Europawahl in Österreich 2019 kandidierte er als oberösterreichischer SPÖ-Spitzenkandidat auf dem fünften Listenplatz. Mit der konstituierenden Sitzung des 9. Europäischen Parlamentes am 2. Juli 2019 zog er als Abgeordneter ins Europäische Parlament ein. In der 9. Wahlperiode ist Heide volles Mitglied im Ausschuss für Kultur und Bildung (CULT) sowie stellvertretendes Mitglied im Ausschuss für regionale Entwicklung (REGI) und im Ausschuss für Haushaltskontrolle (CONT). In der gemeinsamen parlamentarischen Versammlung der Europäischen Union und der afrikanischen, karibischen und pazifischen (AKP) Staaten ist Hannes Heide Koordinator der sozialdemokratischen Fraktion. Im Pegasus-Untersuchungsausschuss des Europäischen Parlaments, welcher sich 2022 konstituierte, ist Heide ebenfalls Koordinator der sozialdemokratischen Fraktion. Der Ausschuss beschäftigt sich mit dem europaweiten Spionage-Skandal rund um die Software „Pegasus“. Der bestehende EU-Rechtsrahmen sei unzureichend.
Am 11. Dezember 2019 erklärte er seinen Rückzug als Bürgermeister mit Jahresende 2019. Zu seiner Nachfolgerin wurde am 2. Jänner 2020 seine damalige Lebensgefährtin, Sozialstadträtin Ines Schiller, vom Gemeinderat gewählt. Im Februar 2020 wurde Elisabeth Feichtinger zu seiner Nachfolgerin als Vorsitzende des Gemeindebundes im Bezirk Gmunden gewählt.
Auf dem SPÖ-Bundesparteitag im November 2023 wurde seine Kandidatur für die Europawahl 2024 erneut auf dem bundesweit fünften Listenplatz der SPÖ bestätigt.

## Publikationen
- 1993: Bad Ischl: die Stadt und ihre Umgebung, gemeinsam mit Josef H. Handlechner, Landesverlag Linz 1993, ISBN 978-3-85214-586-0
- 2008: Bad Ischl und das Ischlland, gemeinsam mit Josef H. Handlechner, Wigo-Druck 2008